# Tragocephala carbonaria
Tragocephala carbonaria là một loài bọ cánh cứng trong họ Cerambycidae.